# Elymus bakeri
Elymus bakeri är en gräsart som först beskrevs av Erich Nelson, och fick sitt nu gällande namn av Áskell Löve. Elymus bakeri ingår i släktet elmar, och familjen gräs. Inga underarter finns listade i Catalogue of Life.